# Tatoosh
Tatoosh è un yacht privato.

## Descrizione tecnica
Considerato uno degli yacht più lussuosi al mondo, con una lunghezza di 92 metri, si posiziona nella classifica delle cento imbarcazioni di lusso più lunghe del mondo. Può raggiungere una velocità indicativa di 19 nodi (circa 35 km/h) grazie alla propulsione di un motore che sviluppa 8800 cavalli  con una potenza di 3300 kw.
Questo super yacht, varato nel 2000 alle isole Cayman, è stato posseduto il primo anno da Craig McCaw (magnate della telefonia) e successivamente venduto a Paul Allen (cofondatore di Microsoft) per la cifra di 100 milioni di dollari. Con un'autonomia di quasi 10.000 km e un equipaggio di 35 persone, resta uno degli yacht di lusso più famosi nel mondo della nautica.